# Ковалинский, Виталий Васильевич
Вита́лий Васи́льевич Ковали́нский (2 октября 1941 года, Энгельс, РСФСР, СССР — 26 октября 2019 года, Киев, Украина) — советский украинский инженер-строитель, писатель и журналист, краевед, историк Киева, заведующий отделом Музея истории Киева (1997—2012). Автор множества работ о жизни Киева XIX—XX веков.

## Биография
В 1958 году окончил среднюю школу № 17 города Львова, в 1965 году — Киевский инженерно-строительный институт. Жил в Киеве с 1958 года.
В 1967—1996 годах работал на инженерных и руководящих должностях в строительных организациях и Министерстве строительства Украины (корпорации «Укрстрой»). Одновременно занимался изучением отечественной истории, деятельности выдающихся исторических личностей, меценатов и благотворителей, краеведением. В феврале 1996 года при участии Виталия Ковалинского вышел первый выпуск телепередачи «Киевские миниатюры», которая впоследствии более 10 лет выходила в эфир с высоким рейтингом и отмечалась специалистами как лучшая краеведческая программа.
Печататься в прессе начал c 1990 года в газете «Рабочее слово». С 1996 года работал в Музее истории Киева — старшим научным сотрудником, заведующим отделом (с 1998 года). Главный редактор журнала «Купола» с 2005 года.
Виталий Ковалинский стал руководителем секции краеведческой литературы Киевской организации Добровольного общества любителей книги и клуба «Киевовед». В 1982 году был одним из организаторов книжной выставки о Киеве. Более четверти века Ковалинский является сначала активным членом, а впоследствии (c 2008 года) и заместителем председателя Клуба любителей книги «Суббота у Бегемота». Выступал на темы истории Киева по радио и телевидению, участвовал в научных конференциях и симпозиумах.
Ушёл из жизни 26 октября 2019 года.

## Публикации

### Книги
- Ковалинский В. «Меценаты Киева» Архивная копия от 7 апреля 2014 на Wayback Machine (1995 и 1998)
- Ковалинский В., Кавецкая Т. «Пушкин в Киеве» Архивная копия от 20 октября 2013 на Wayback Machine (1999)
- Ковалинский В. «Андреевский спуск (путеводитель)» Архивная копия от 17 апреля 2016 на Wayback Machine (2000)
- Ковалинский В. «Андреевский спуск (путеводитель)» (2001, (укр.) и (англ.))
- Ковалинский В. «Труд и социальная политика. Из истории министерства» Архивная копия от 16 апреля 2016 на Wayback Machine (2002, (укр.))
- Ковалинский В. «Киевские миниатюры. Книга первая» Архивная копия от 14 июля 2014 на Wayback Machine (2002 и 2006, (укр.))
- Ковалинский В. «Семья Терещенко» Архивная копия от 5 марта 2016 на Wayback Machine (2003)
- Ковалинский В. «Киевские миниатюры. Книга вторая» Архивная копия от 14 июля 2014 на Wayback Machine (2003, (укр.))
- Ковалинский В. и др. «От войта до мэра» Архивная копия от 21 февраля 2014 на Wayback Machine (2003, (укр.))
- Ковалинский В. «Киевские миниатюры. Книга третья» Архивная копия от 7 апреля 2014 на Wayback Machine (2004, (укр.))
- Ковалинский В. «Киевские миниатюры. Книга четвёртая» Архивная копия от 20 октября 2013 на Wayback Machine (2005 и 2015 (укр.))
- Ковалинский В. «Киевские миниатюры. Книга пятая» Архивная копия от 6 июля 2014 на Wayback Machine (2006, (укр.))
- Ковалинский В. «Киевские миниатюры. Книга шестая» Архивная копия от 5 марта 2016 на Wayback Machine (2007, (укр.))
- Ковалинский В. «Киевские миниатюры. Книга седьмая» Архивная копия от 14 июля 2014 на Wayback Machine (2008, (укр.))
- Ковалинский В. «История Киевского зоопарка» Архивная копия от 5 марта 2016 на Wayback Machine (2009, (укр.))
- Ковалинский В. «Киевские миниатюры. Книга восьмая» Архивная копия от 5 марта 2016 на Wayback Machine (2009, (укр.))
- Ковалинский В. Історія Київського зоопарку. – К.: АЙВА ПЛЮС ЛТД, 2009. – 272 с.: 529 іл
- В. В. Ковалинский и др. «Семён Могилевцев — благотворитель земли брянской и киевской» Архивная копия от 5 марта 2016 на Wayback Machine (2010)
- Ковалинский В. «Киевские миниатюры. Книга девятая» Архивная копия от 10 октября 2014 на Wayback Machine (2011, (укр.))
- Ковалинский В. и др. «Меценаты русской провинции» (2012)
- Ковалинский В. «Киевские хроники. Книга І. Юбилеи 2011» (2012)
- Ковалинский В. «Киевские хроники. Книга II. Юбилеи 2012» (2012)
- Научный консультант и редактор книги И. Салия «Лицо столицы в судьбах её руководителей» Архивная копия от 12 октября 2013 на Wayback Machine (2008, (укр.))
- Составитель и редактор книги М. Грузова «Кое-что из родословной. Память» Архивная копия от 5 марта 2016 на Wayback Machine (2009, (укр.))
- Редактор и составитель книги И. Мащак «Дорогами прошлого» (2010, (укр.)).
- Ковалинский В., Друг О. «Вечный Киев. Жизнь большого города». — 2013. — ISBN 978-966-8137-98-3.
- Ковалинский В. «Киевские миниатюры. Книга десятая» (2014, (укр.))
- Ковалинский В. «Киевские миниатюры. Книга одиннадцатая» (2016, (укр.))

### Публикации в периодических изданиях
Автор более 1000 публикаций в разных периодических изданиях, таких как Еженедельник 2000, «Зеркало недели. Украина» и др.
Один из авторов проекта «Киевский календарь»

### Фотографии и портреты

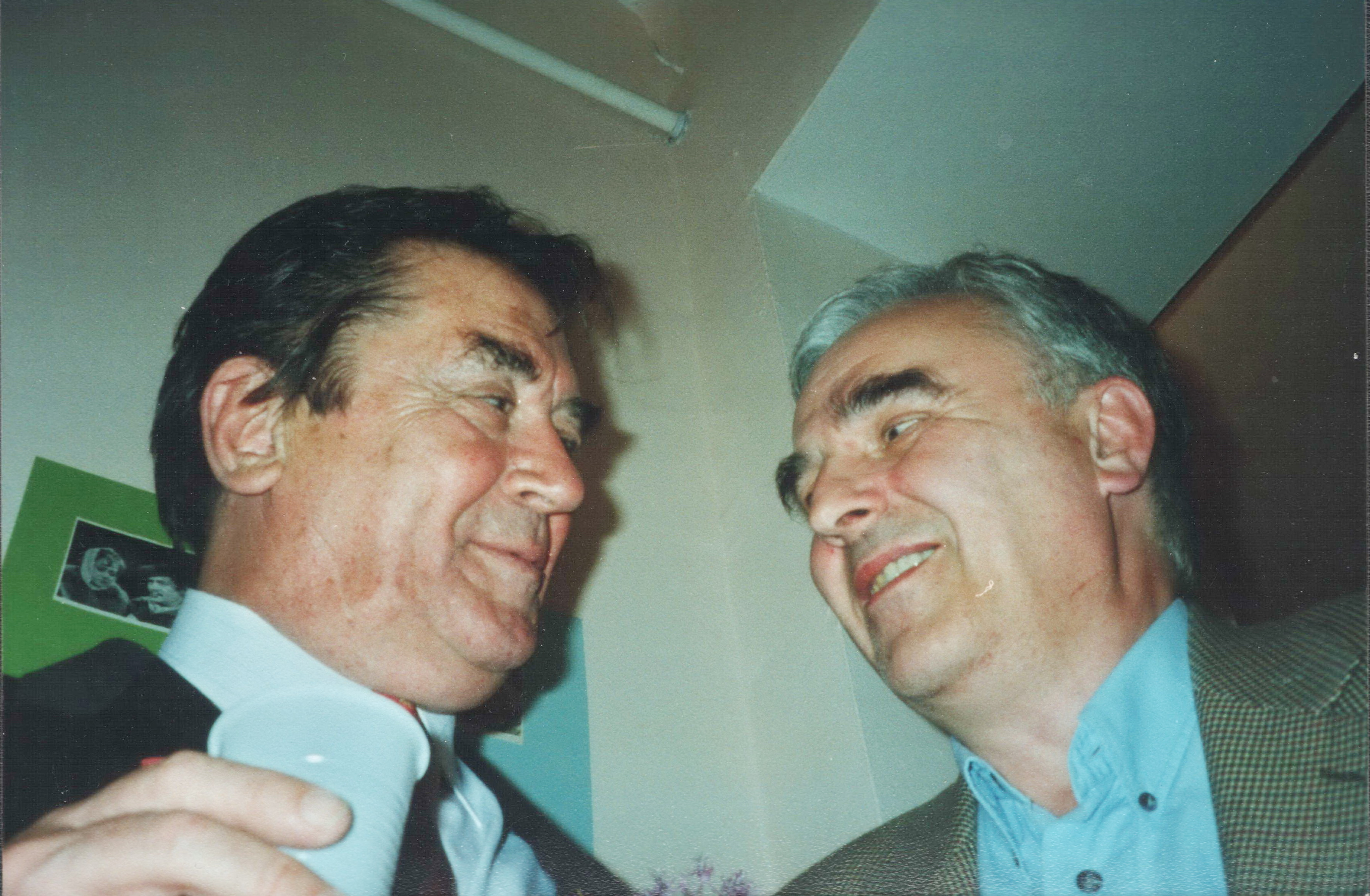
Народный артист Украины Николай Николаевич Рушковский и В.В. Ковалинский. 14 мая 2000 г.
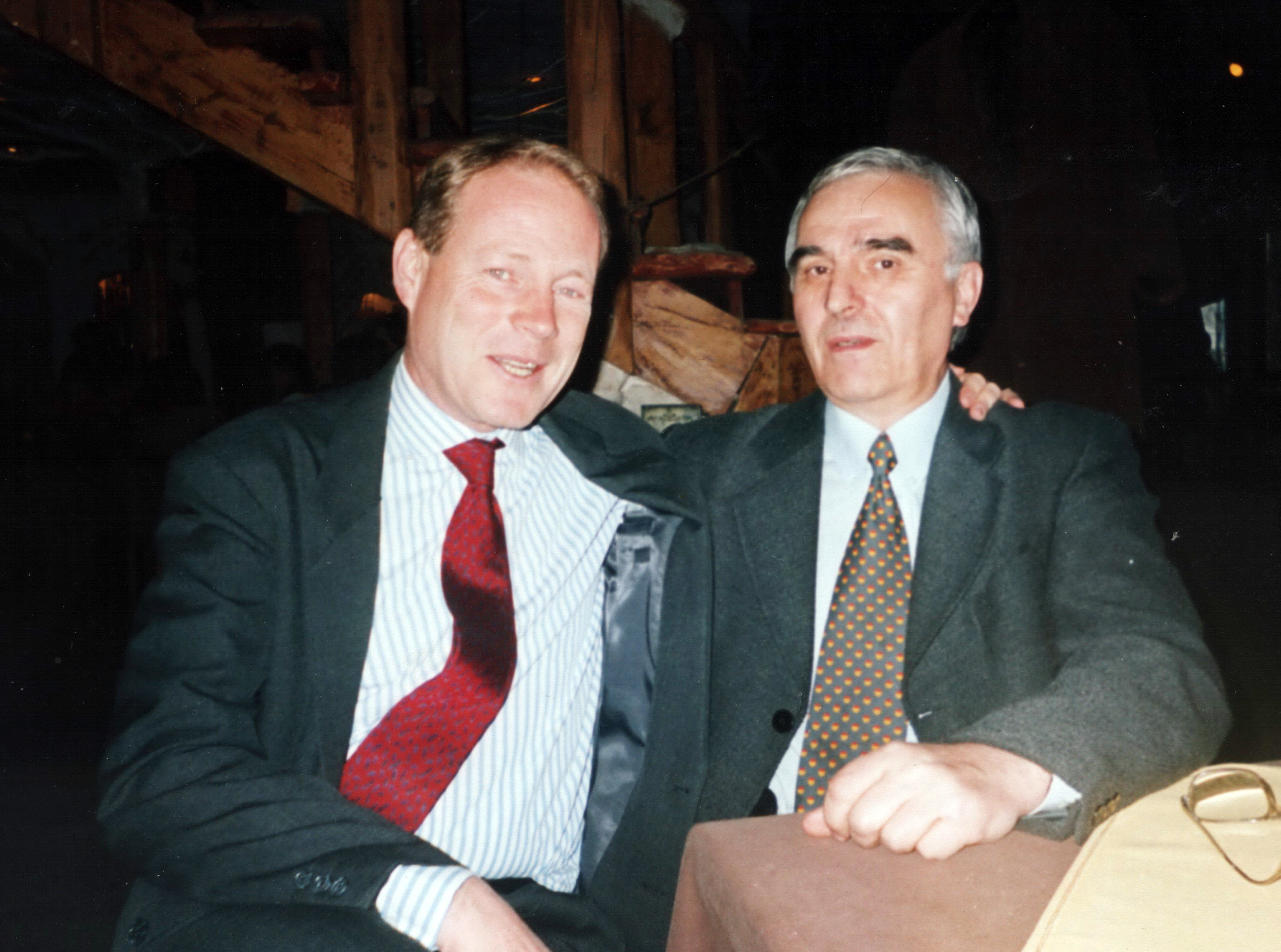
В.В. Ковалинский и один из руководителей швейцарского банка «Pictet» Кристофер Муравьев-Апостол. Киев. 12 ноября 2002 г.
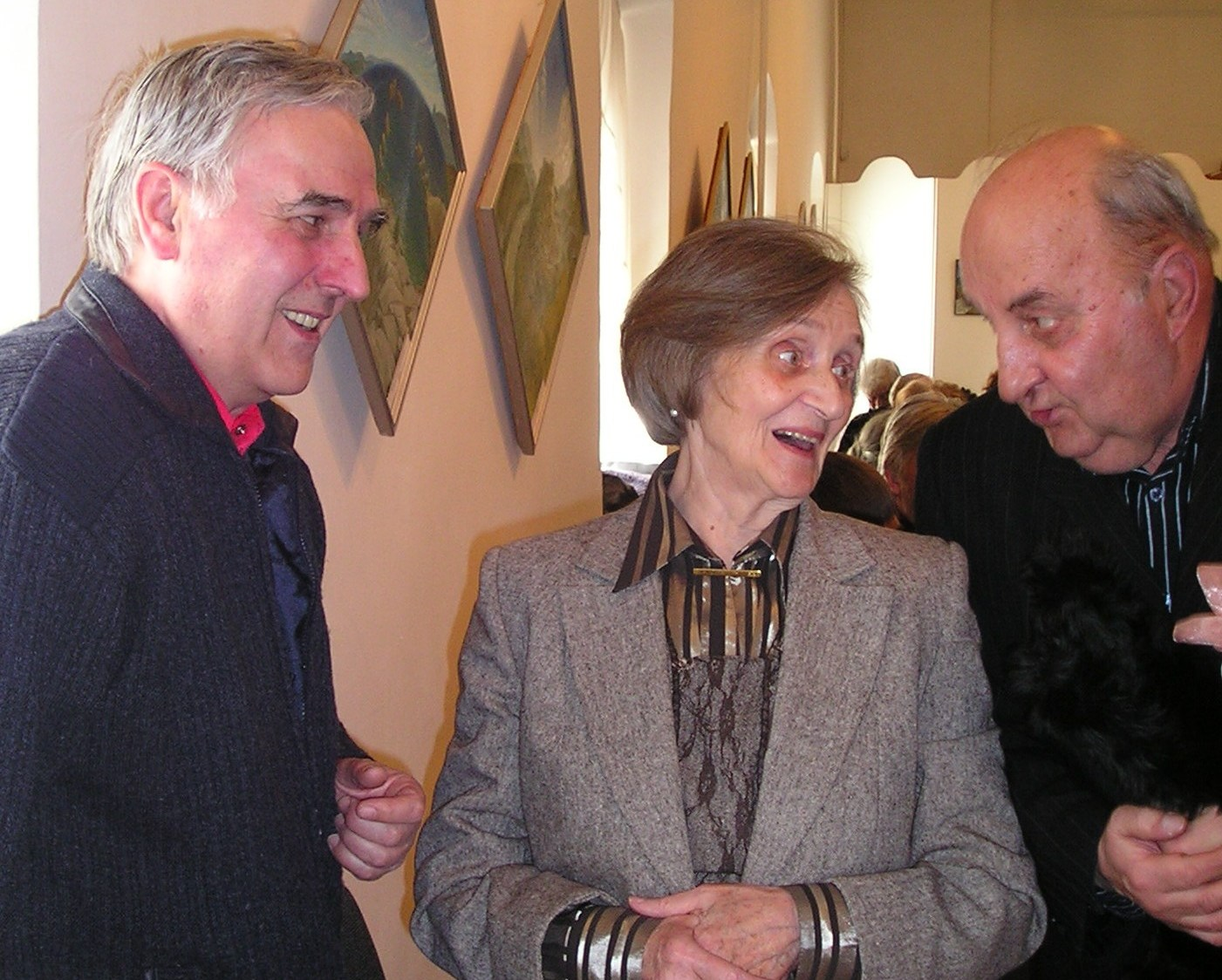
В.В. Ковалинский, врач-гомеопат, Заслуженный врач Украины Татьяна Демьяновна Попова и врач, библиофил Михаил Андреевич Грузов. 1 декабря 2007 года.
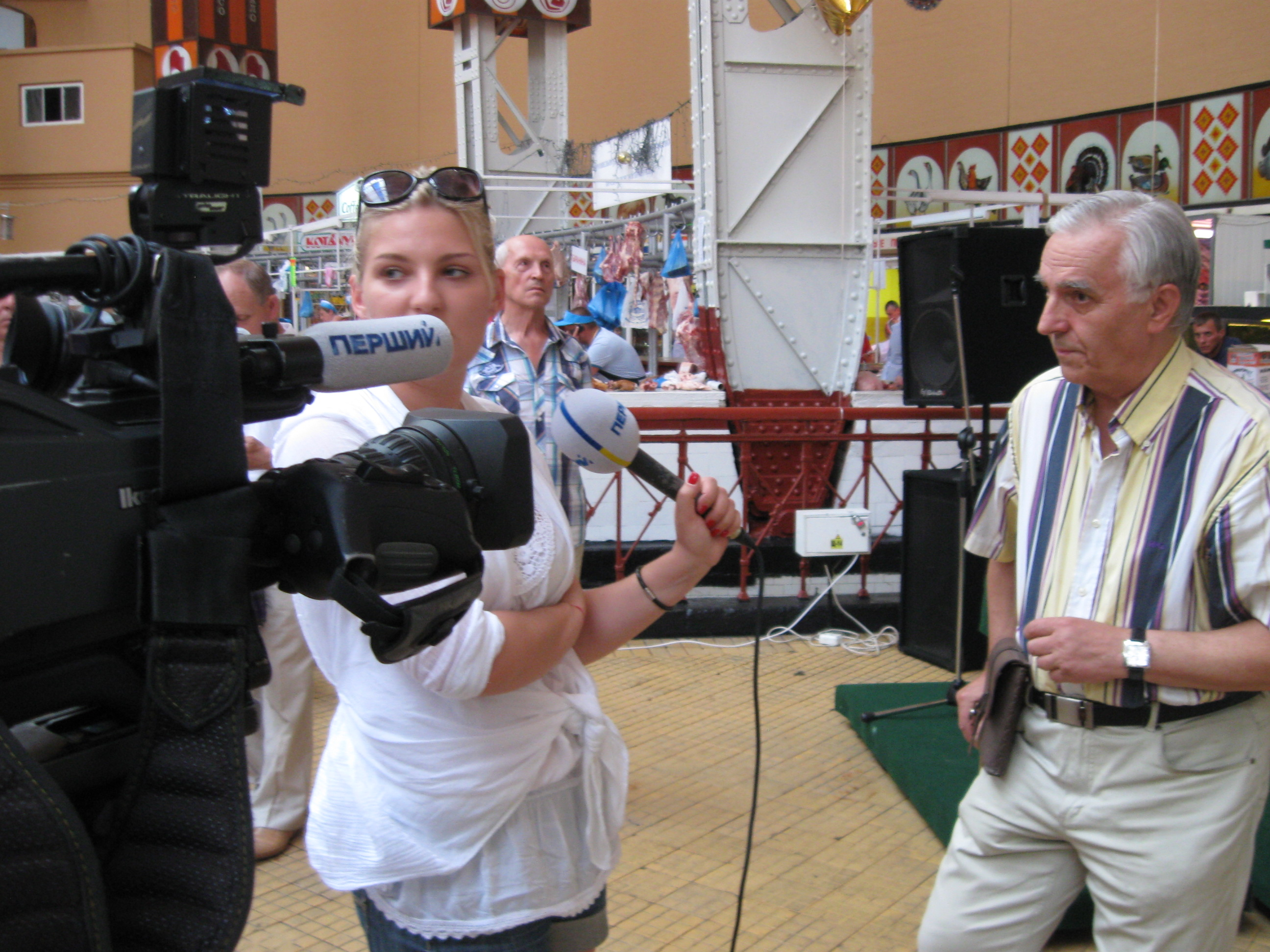
Интервью В.В. Ковалинского Первому телеканалу Украины на праздновании 100-летия Бессарабского крытого рынка. Киев. 3 июля 2012 г.